# Heliura perexcavatum
Heliura perexcavatum är en fjärilsart som beskrevs av Rothschild 1912. Heliura perexcavatum ingår i släktet Heliura och familjen björnspinnare. Inga underarter finns listade i Catalogue of Life.